# Assassí en sèrie
Un assassí en sèrie és aquell que ha matat tres víctimes o més, de manera successiva i amb intervals de "refredament", segons Robert Ressler.

## Psicopatologia
La psicopatologia és l'estudi de les malalties o trastorns mentals, així com de la seva naturalesa i les seves causes. En el fenomen dels assassins en sèrie, aquest camp de la medicina ajuda a determinar l’origen i la tipologia de trastorn, element clau en el tractament així com en una investigació.
Un estudi dut a terme per l'FBI a la dècada dels 90 va investigar profundament la psicopatologia d’un nombre assassins en sèrie. Es va comprovar que alguns mostràven trastorns psicòtics (sent l'esquizofrènia la més habitual) i altres de diagnosticats de psicopatia. D’aquesta manera es va classificar els assassins en sèrie en dos grans grups segons la causa del trastorn mental: Els assassins en sèrie diagnosticats amb psicopatia van ser considerats organitzats, mentre que aquells diagnosticats amb un trastorn psicòtic (sociopatia), van ser anomenats desorganitzats. A aquells subjectes que presentàven característiques dels dos tipus se’ls va posar el nom d’assassins en sèrie mixtos.

### AS Organitzats (Psicòpates)
Les característiques d'una persona que pateix psicopatia són la predisposició biològica a la crueltat i l'absència total (o parcial) d’empatia. És a dir, la psicopatia és una condició biològica, sovint influenciada per diverses mancances en la part emocional del cervell (ampliació a l’apartat Factors Biològics)
Aquesta tipologia d’assassins en sèrie es caracteritzen per un coeficient intel·lectual elevat, el que els porta a un grau d’adaptació social igualment elevat. Les seves relacions interpersonals solen ser falses o buides, en les que el subjecte que pateix el trastorn intenta imitar actituds a les que ha sigut exposat però que mai ha sentit, fingint una aparent normalitat. Aquest fet es coneix com a empatia utilitària, i els subjectes passen totalment inadvertits ja que tenen grans competències socials i sexuals.
En els seus crims hi ha una acurada planificació, i són metòdics i controlats.
Dennis Rader (Assassí BTK) va ser considerat un psicòpata completament integrat en societat: Pare de família, president d’una congregació de l’Església Luterana de la seva comunitat i líder dels boy scouts. Darrera la façana de ciutadà exemplar, va matar 10 persones entre els anys 1974 i 1991.

### AS desorganitzats (sociòpates)
La sociopatia és el trastorn mental que s'acostuma a confondre amb la psicopatia. L’origen d’aquest trastorn mental acostuma a ser un fet traumàtic, és a dir, no té res a veure amb la biologia i no és un element innat, sinó que es deu a factors socials.
Els sociòpates es caracteritzen per una parcial falta d’empatia en la que poden arribar a sentir culpa i remordiments sobre les seves accions. Aquests són capaços de mantenir llaços personals autèntics, amb emocions reals. Acostumen a tenir una conducta antisocial i una important incompetència social i sexual, sovint presentant un grau d’esquizofrènia, així com un coeficient intel·lectual inferior a la mitjana.
En els crims cometen més errors, i acostumen a ser extremadament violents i impulsius, destapant un incontrolable desig sexual.
Jack l’Esbudellador és el nom pel que es coneix el famós assassí en sèrie a qui se li atribueixen com a mínim cinc homicidis en el barri de Whitechapel, a Londres, l’any 1888. Amb un modus operandi extremadament sàdic, aquest subjecte va esquarterar a cinc prostitutes (encara que se li atribueixen més assassinats).

### AS Mixtos
Els assassins serials mixtos són aquells que presenten característiques de les dues tipologies prèviament esmentades. Un exemple seria el famós Ted Bundy, un sociòpata amb un alt coeficient intel·lectual, una metodologia pròpia i organitzada i un fort impuls sexual així com extrema violència. Bundy va matar unes 30 dones (encara que es creu que la xifra real va superar les 100) entre els anys 1974 i 1978.

## Característiques
Segons Elizabeth Yardley, directora del Centre de Criminologia Aplicada de la Universitat de la ciutat de Birmingham, les cinc característiques clau dels assassins en sèrie son estar obsessionats amb el poder, ser manipuladors, egoistes, saben usar les emocions de les seves víctimes contra elles, i són actius a la comunitat i bons veïns. L'assassí en sèrie acostuma a ser un home de mitjana edat amb tendència a la psicopatia, que pot haver patit abusos o una infància problemàtica i que busca la satisfacció dels seus instints de violència o poder en l'assassinat d'altres persones sense haver rebut una ofensa o buscar gratificació econòmica. Sovint estan involucrats el sadisme o l'abús sexual en les seves morts i poden tenir un discurs de justificació per als seus actes, com el de netejar el món de persones considerades indesitjables (per això les víctimes no responen a l'atzar sinó que reuneixen unes característiques comunes).
| AS Organitzats              | AS Desorganitzats             |
| Control                     | Impulsivitat                  |
| Competència social i sexual | Incompetència social i sexual |
| Predisposició biològica     | Causa externa                 |
| Manipulació                 | Força                         |
| Esforços per ocultar proves | No amaguen proves             |
| Selecció prèvia del mètode  | Improvisació                  |
| --------------------------- | ----------------------------- |

Les característiques principals a trets generals són:
Manca d'empatia
L'assassí en sèrie sol utilitzar l'assassinat com a instrument per tal d'obtenir un benefici, per motius ideològics, o amb la intenció de descarregar una frustració o fantasia concreta. No tendeixen a posar-se al lloc de la seva víctima, no senten majoritàriament cap mena d'empatia. Una gran part d'ells són classificables com psicòpates i entre les seves motivacions hi ha una visió de la realitat estranya, apartada de les ideologies hegemòniques.
Solen donar aparença de normalitat
En general, l'assassí en sèrie no manifesta elements estranys en el seu comportament que portin a pensar en la possibilitat que ho siguin.
Elecció de víctimes vulnerables
L'assassí en sèrie escull víctimes que poden ser vulnerables a la seva actuació per considerar-les més febles o que poden ser manipulades d'alguna manera per deixar-les en una situació de submissió. Això es fa per notar que es té el control en tot moment.
Poden ser manipuladors i seductors

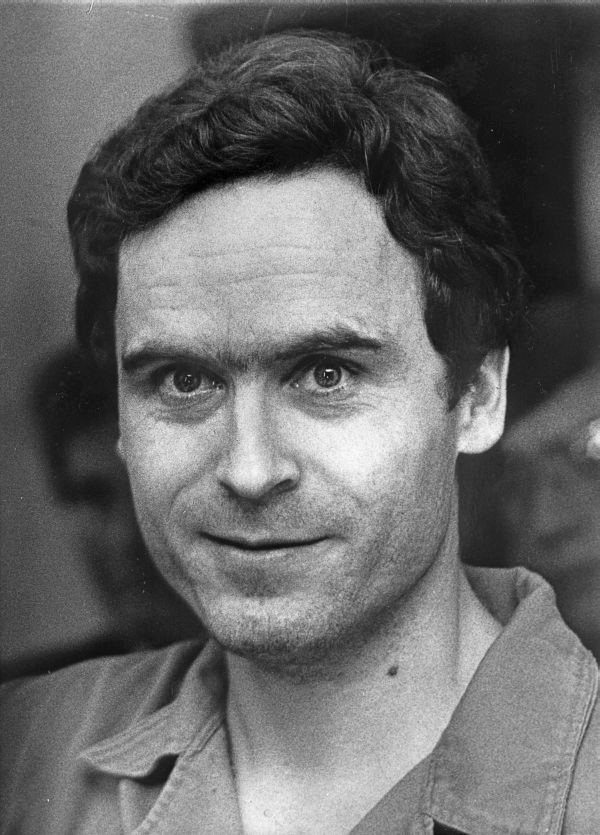
Ted Bundy

Molts assassins en sèrie tenen una capacitat elevada de manipulació i seducció, utilitzant aquestes habilitats per aconseguir acostar-se a les seves víctimes amb més facilitat i sense excessiva resistència. És freqüent que estableixin relacions amb certa facilitat, si bé en general aquestes relacions són superficials.
Entorn d'origen aversiu
Una gran quantitat d'assassins en sèrie provenen de famílies o entorns desestructurats, amb un elevat nivell de violència. Molts d'ells han patit diversos tipus d'abús al llarg de la seva vida que dificulten l'adquisició d'empatia i de preocupació per l'entorn.

## Alguns assassins en sèrie cèlebres
- H.H. Holmes, que va confessar fins a 27 assassinats i sis intents d'assassinat al "Holmes Castle"
- Harold Shipman: doctor que assassinava pacients velles, amb més de 200 morts provades
- Luis Alfredo Garavito: pedòfil colombià que matava nois joves i pobres
- Elizabeth Bathory: anomenada la comtessa Dràcula
- Ted Bundy: assassí nord-americà que va matar més de cent persones.
- Edmund Kemper assassí nord-americà que va matar 10 persones.
- Thug Behram: visionari indi del segle XVIII
- Dexter: personatge de la sèrie de televisió homònima
- Matti Haapoja: el pitjor criminal de Finlàndia
- Enriqueta Martí i Ripollés: assassina d e nens, coneguda popularment com la vampira del carrer de Ponent
- Gilles de Rais: assassí francès del segle XV
- Jack l'Esbudellador: figura controvertida del segle xix anglès
- Hannibal Lecter: primer personatge de ficció que presentava els assassins en sèrie amb punt de vista positiu o intern
- Andrei Chikatilo: anomenat el carnisser soviètic
- Aileen Wuornos: assassina nord-americana que va matar 7 persones.
- Charles Manson: figura en què s'inspira l'estètica de Marilyn Manson
- Luísa de Jesus: matava nadons, va ser la darrera dona a qui es va aplicar la pena de mort a Portugal
- Pedro Alonso López: conegut com el Monstre Andí
- Mary Flora Bell: l'assassina més jove, amb deu anys
- Francisca Ballesteros, assassina en sèrie valenciana
- Joan Vila i Dilmé: assassí en sèrie garrotxí. Va cometre assassinats amb traïdoria, crueltat i acarnissament en un geriàtric d'Olot